# Catephia virescens
Catephia virescens là một loài bướm đêm trong họ Erebidae.